# Pleuroprucha imparata
Pleuroprucha imparata là một loài bướm đêm trong họ Geometridae.